# فیات دوکاتو
فیات دوکاتو (Fiat Ducato) خودرویی است که از سال ۱۹۸۱ تاکنون در ایتالیا، میناس گرایس و برزیل تولید شده‌است. است.
نسل سوم این خودرو در ایران توسط شرکت لوتوس خودرو مونتاژ و عرضه می‌شد.

## نگارخانه

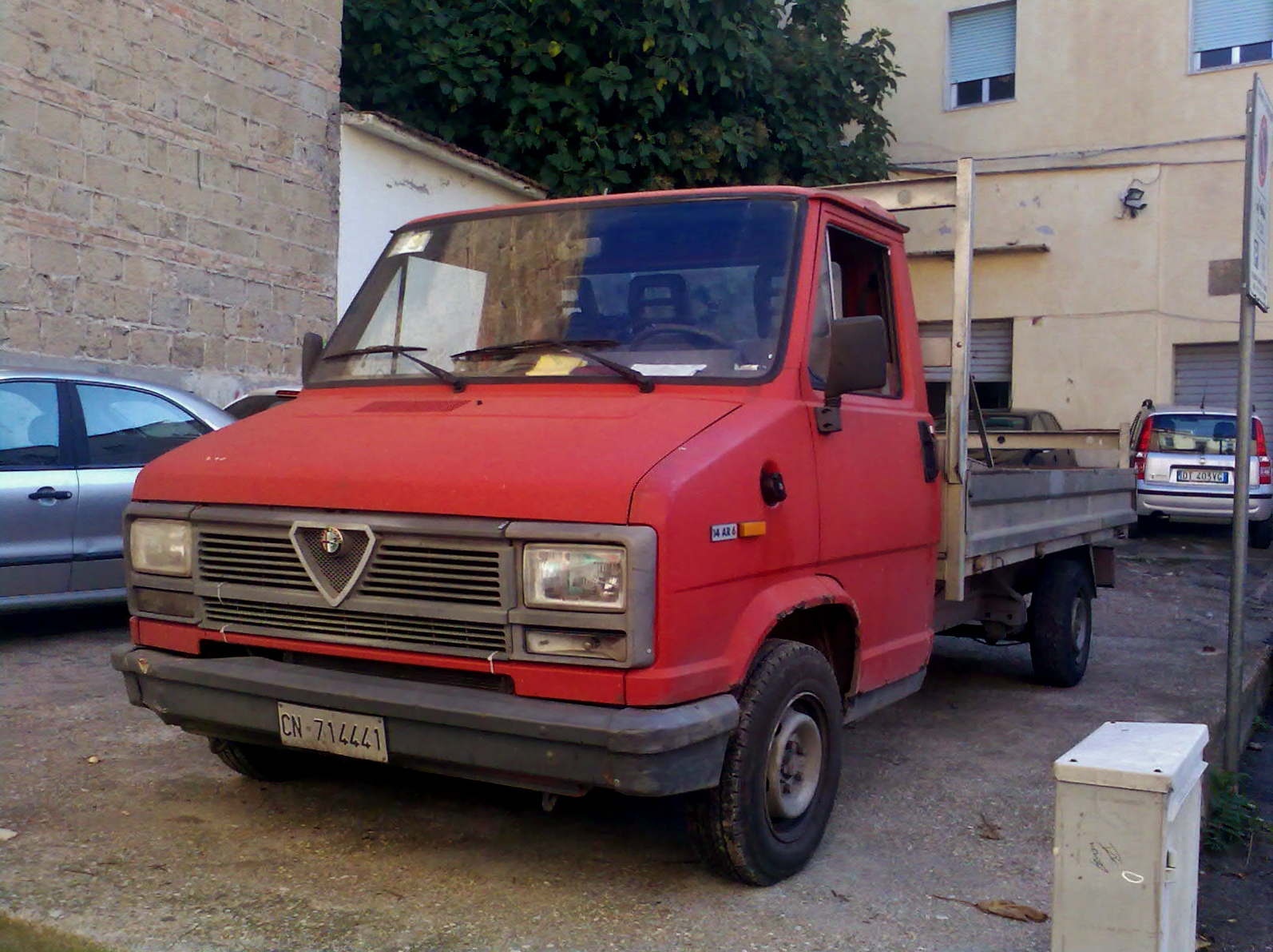
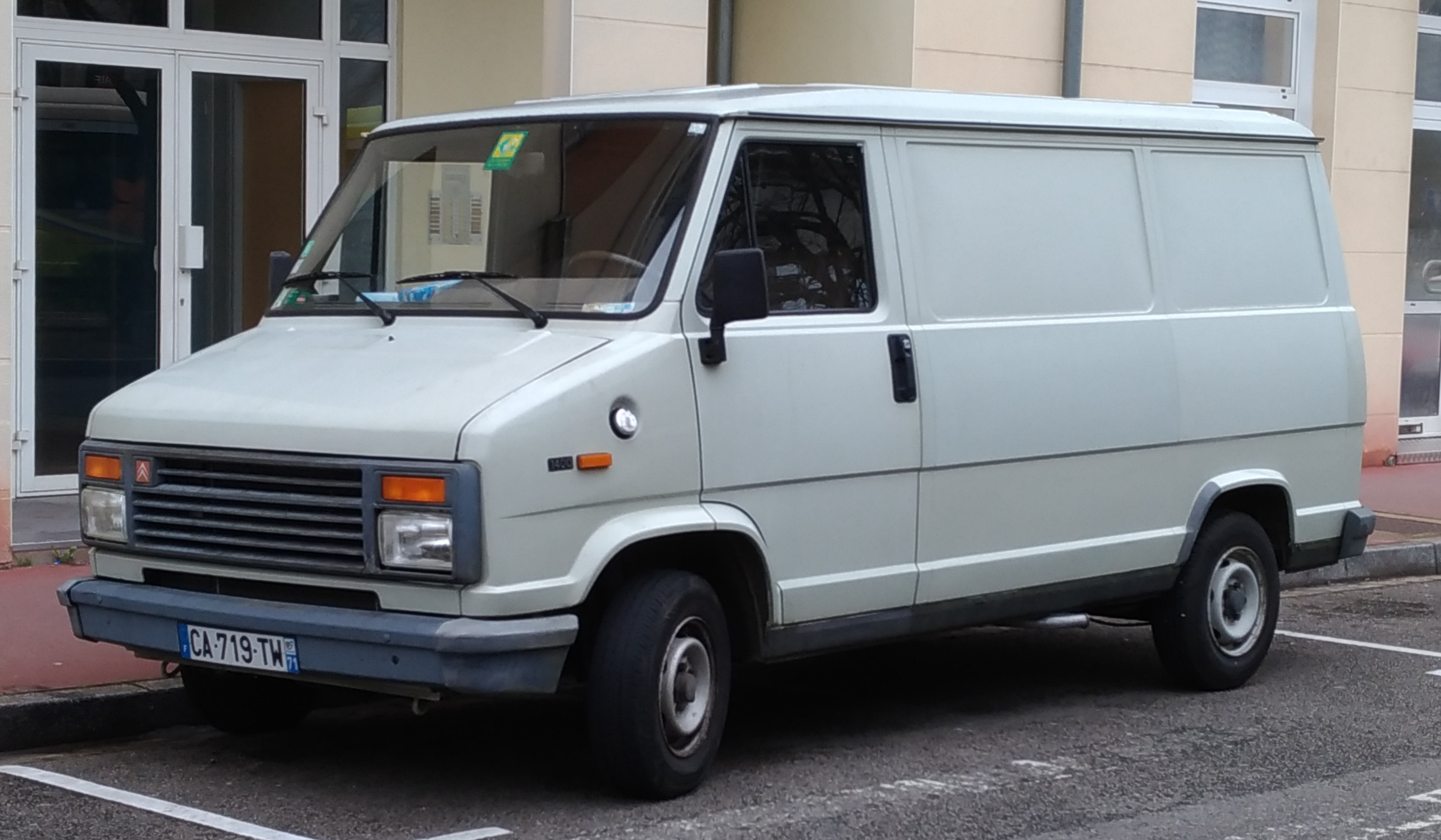
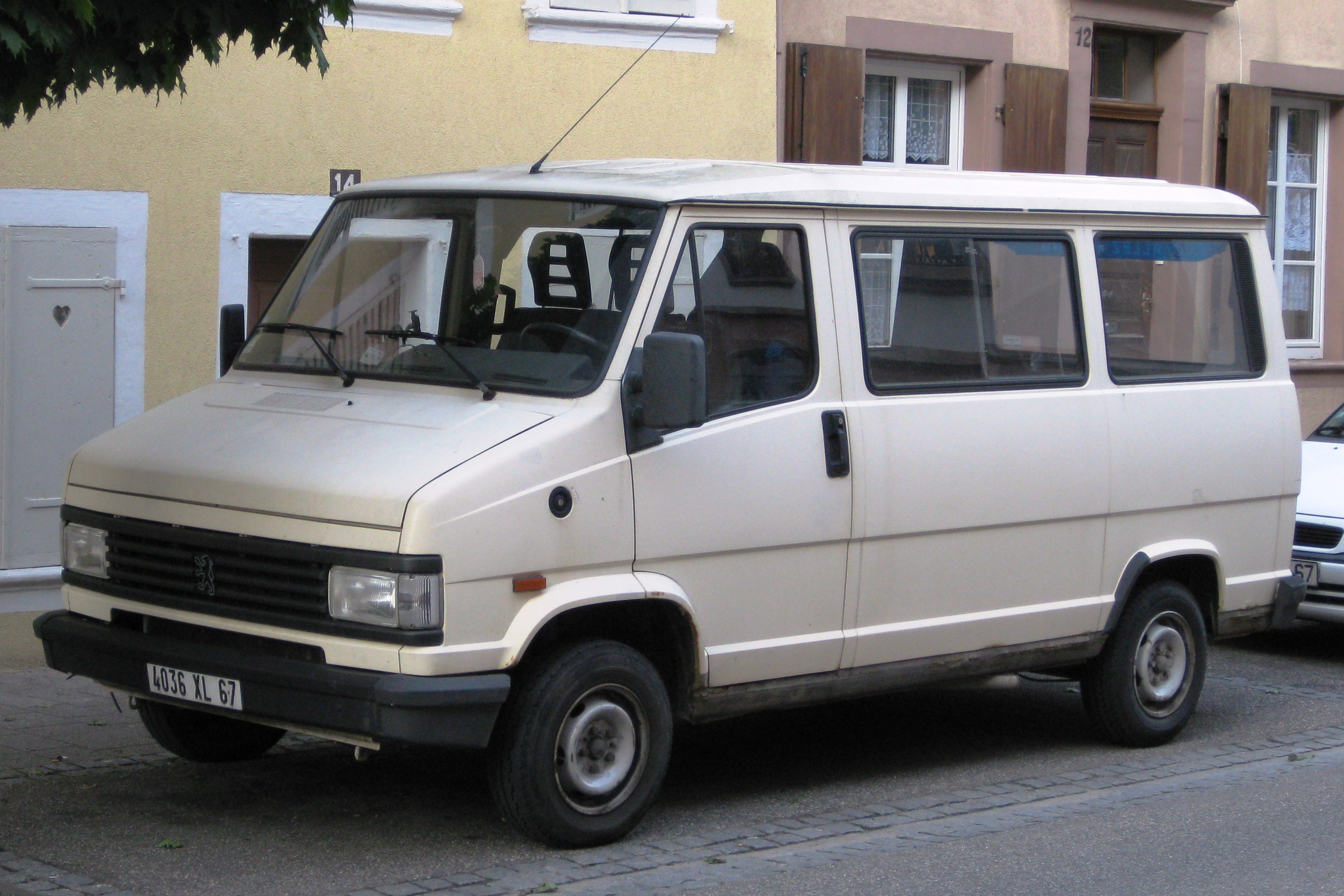
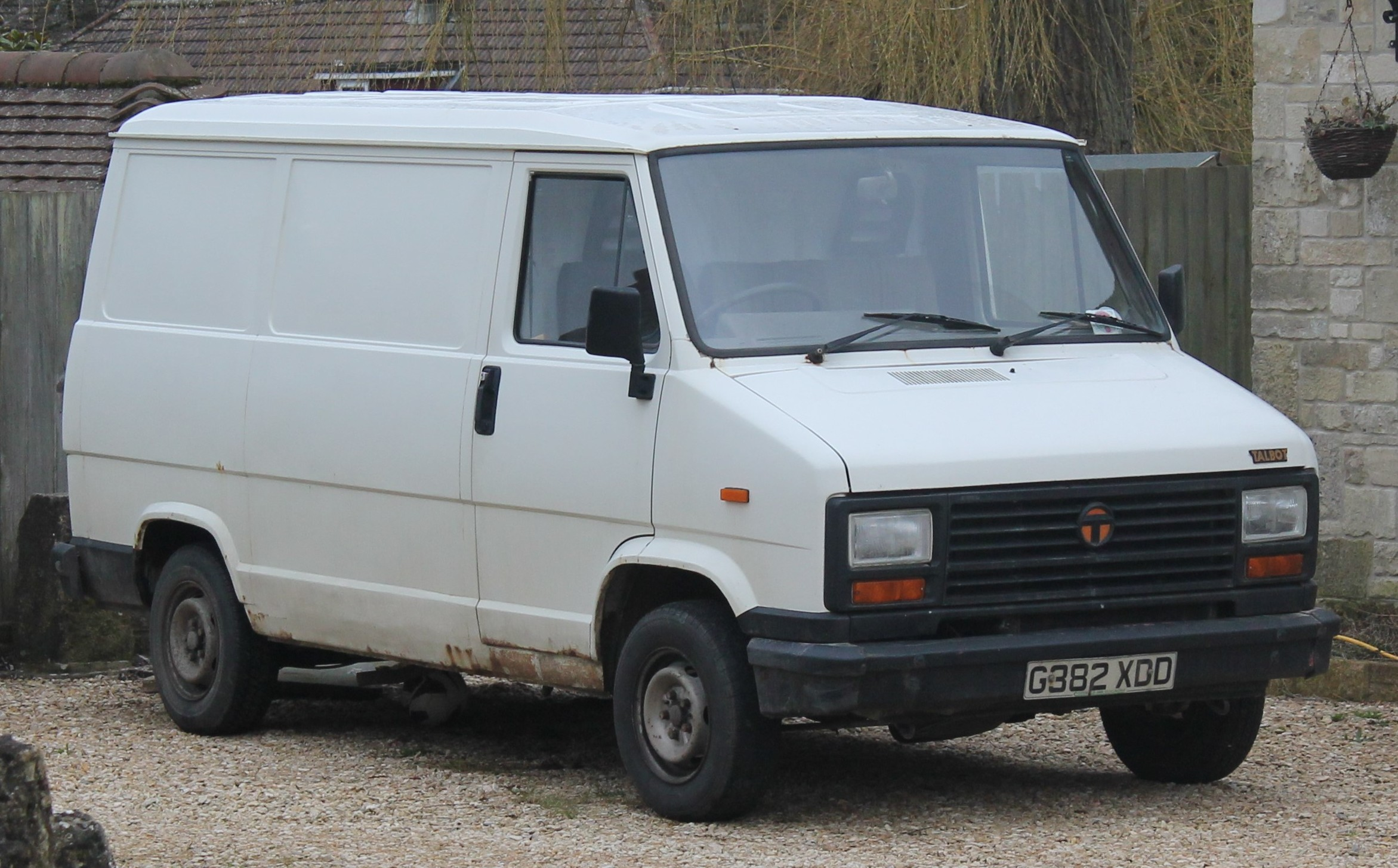
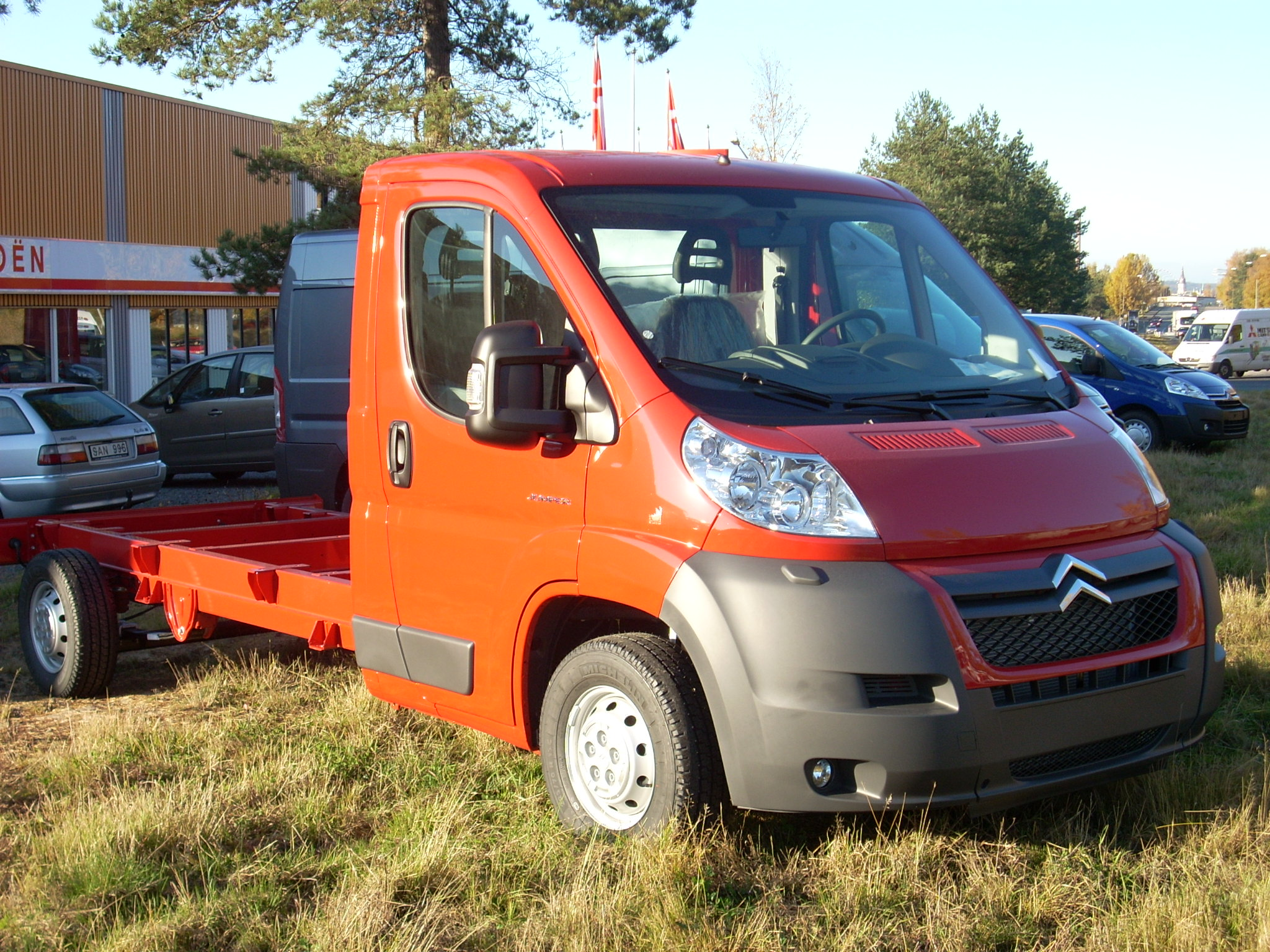
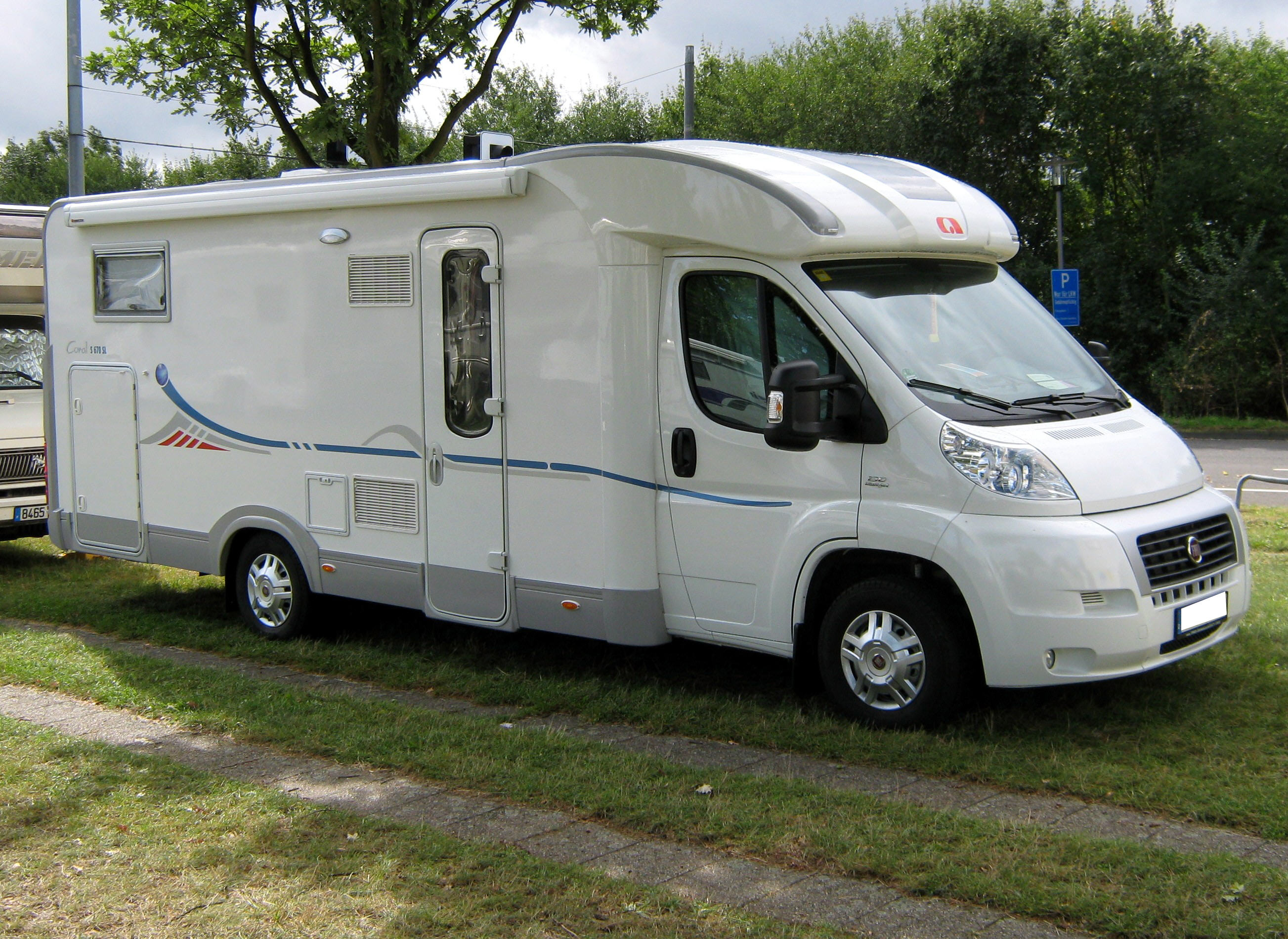
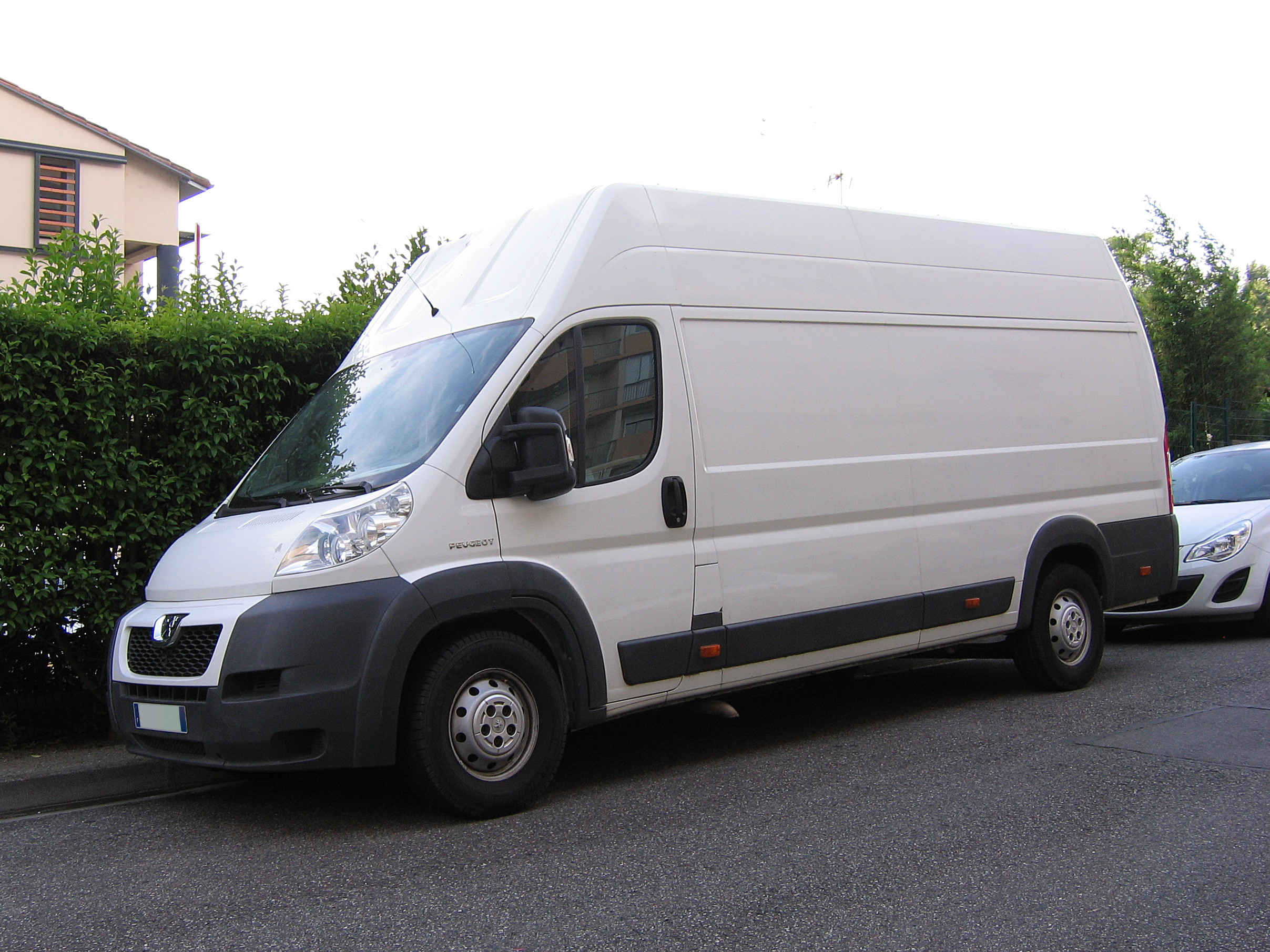
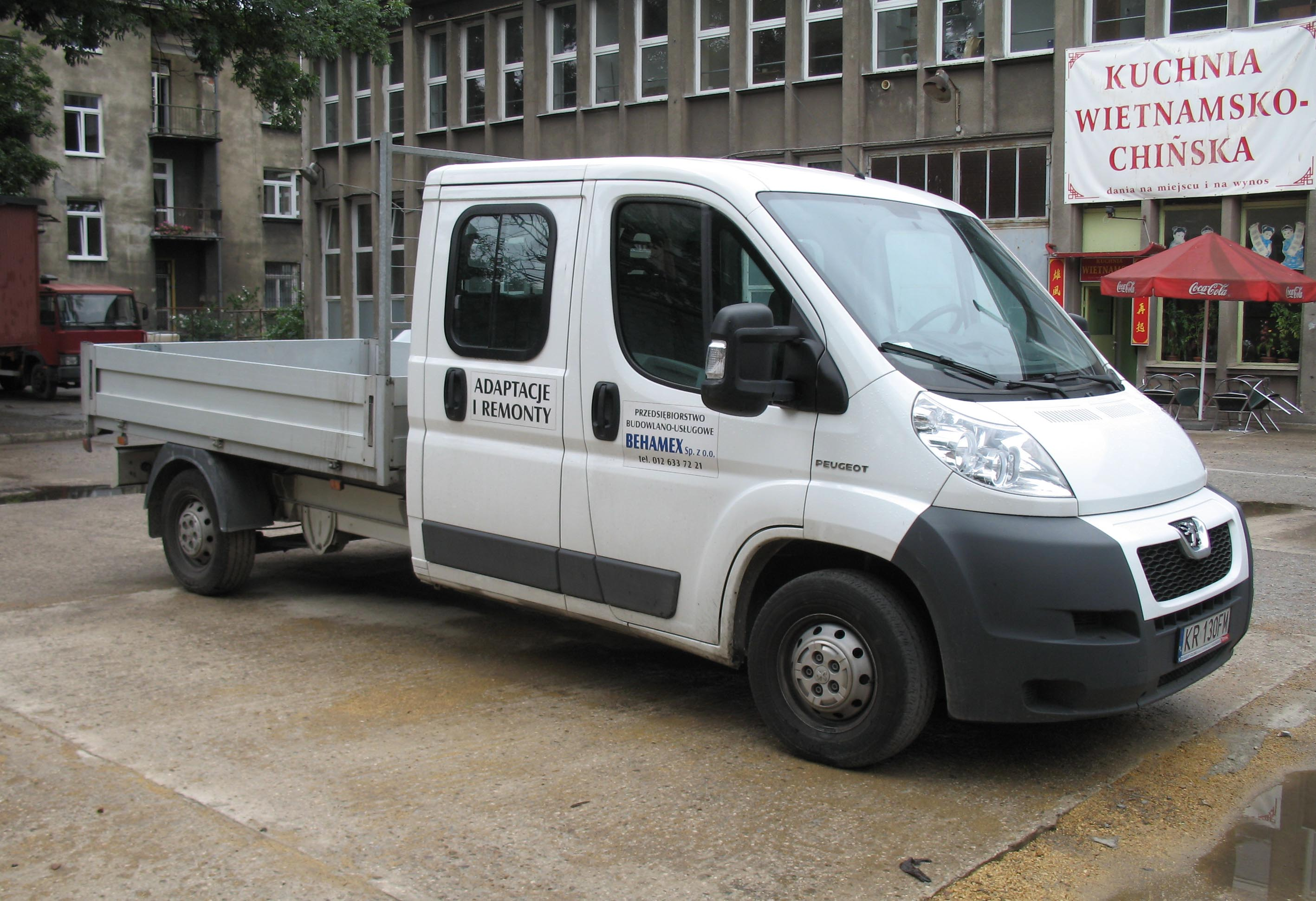
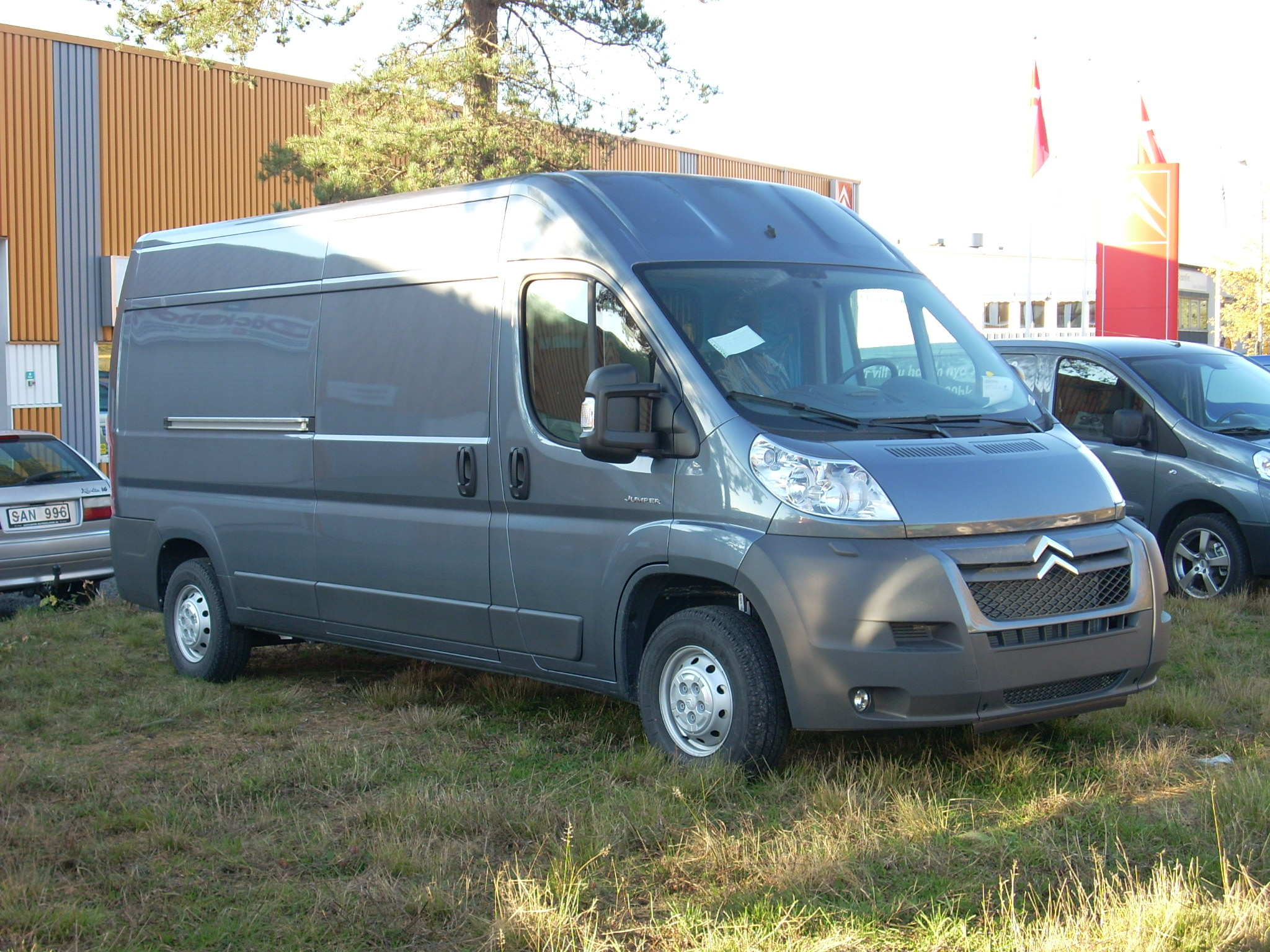
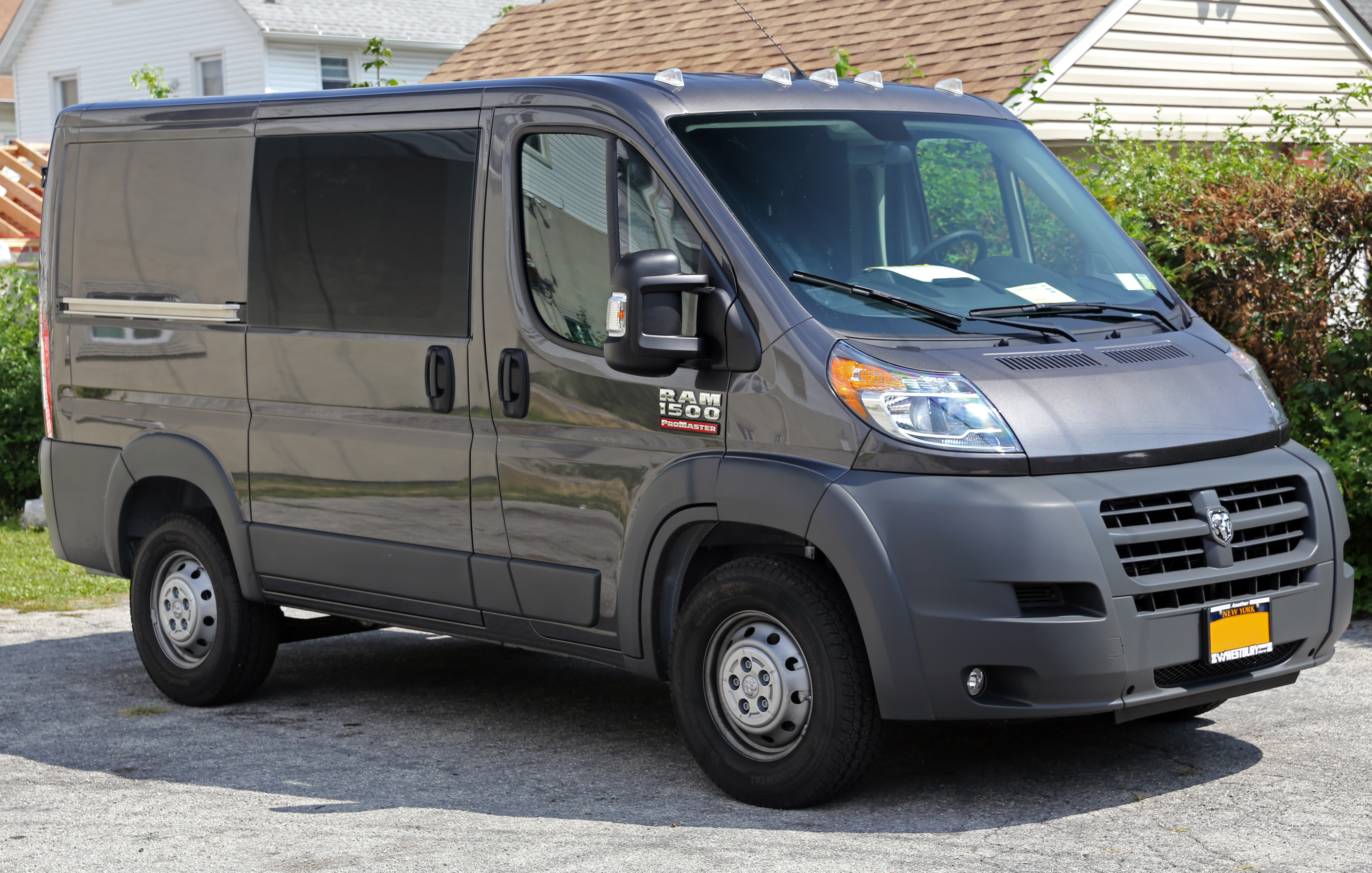
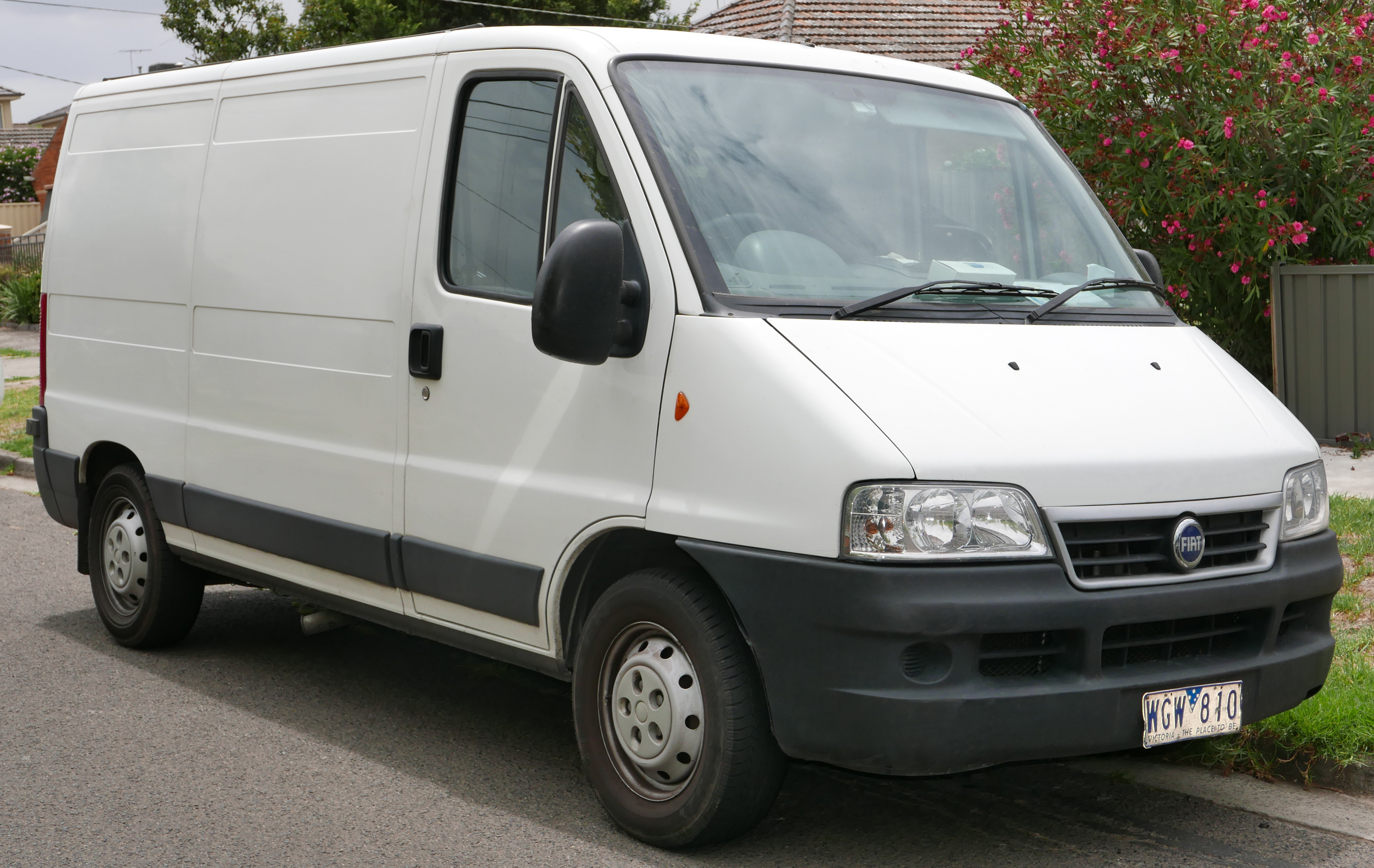
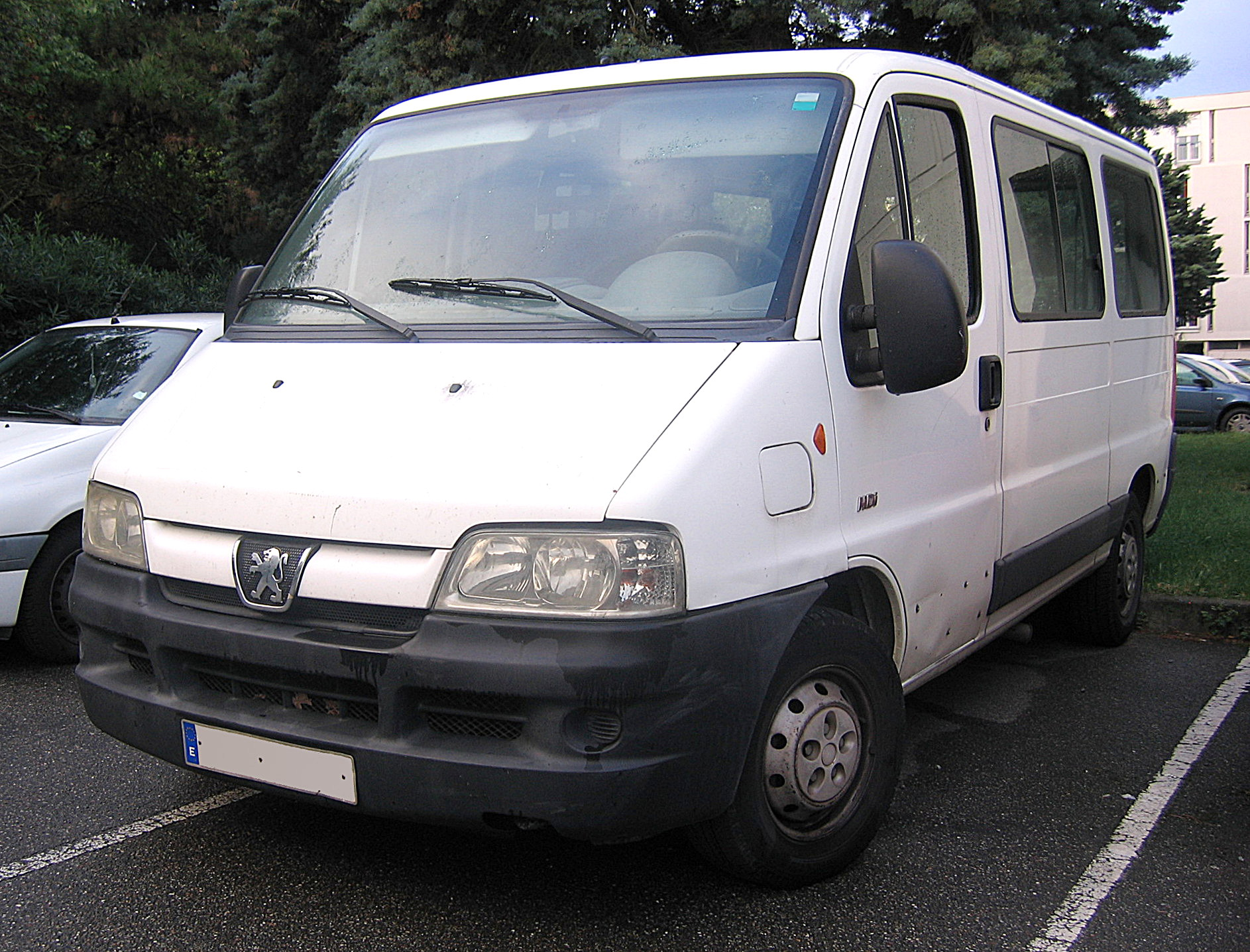
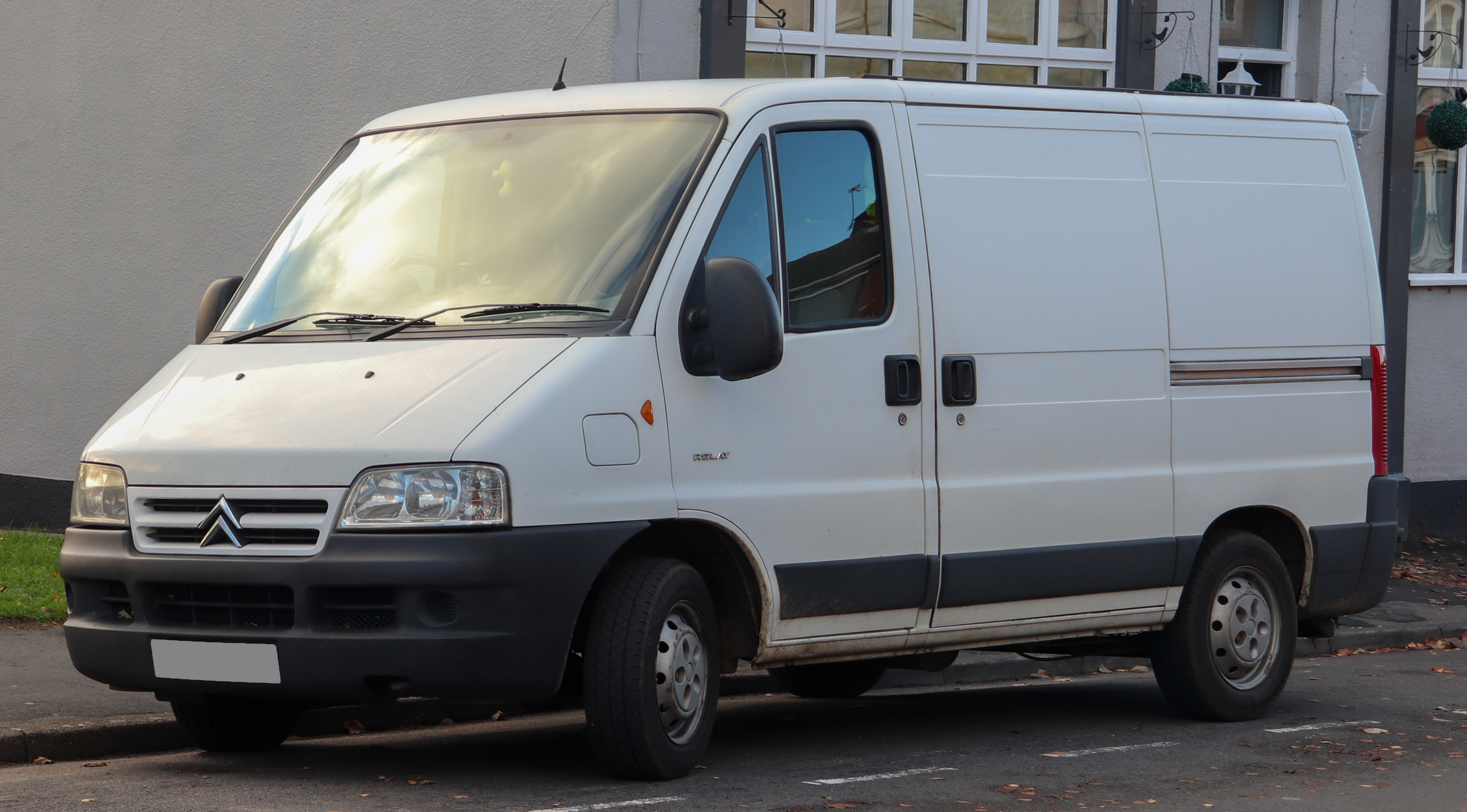
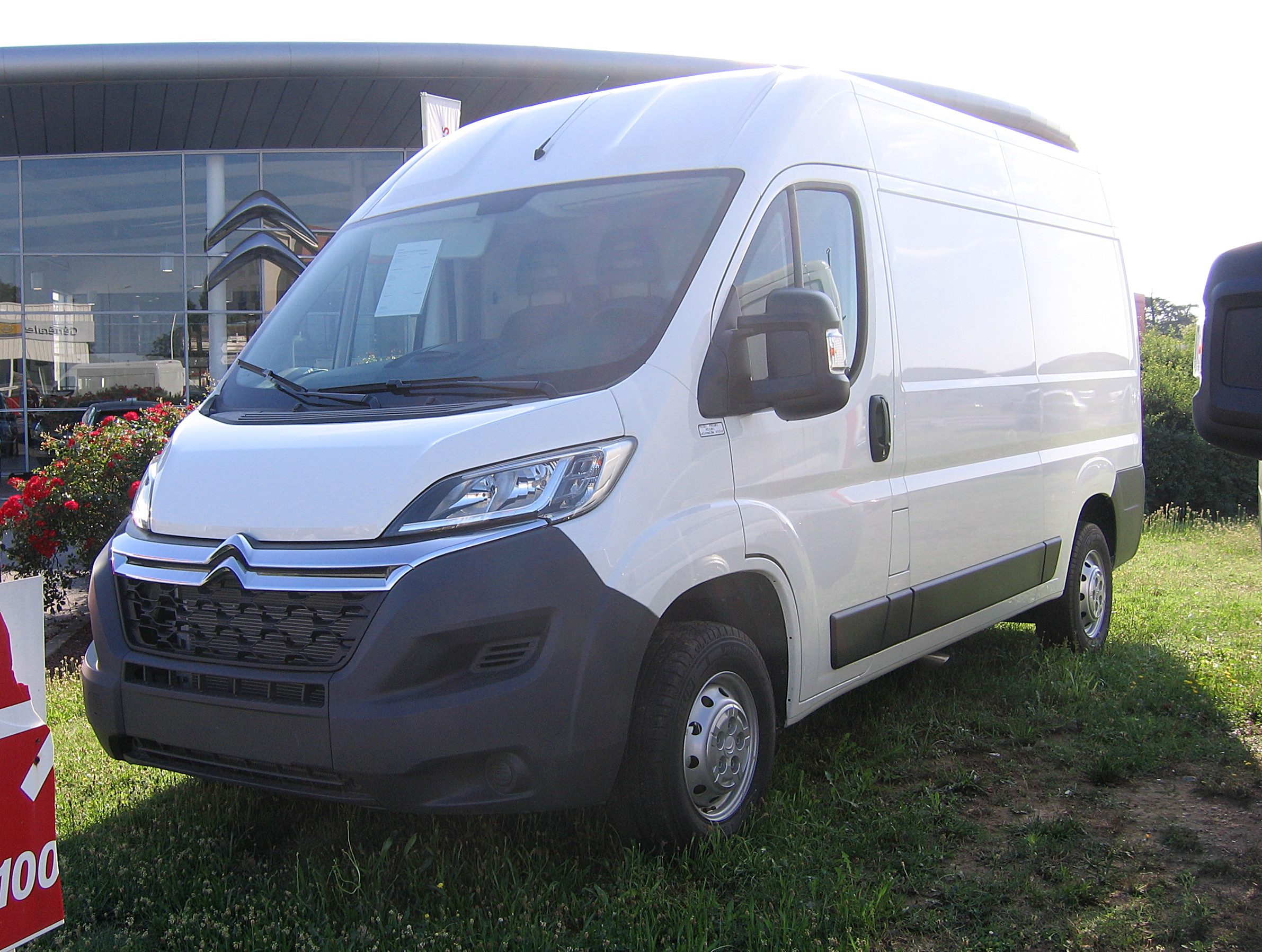
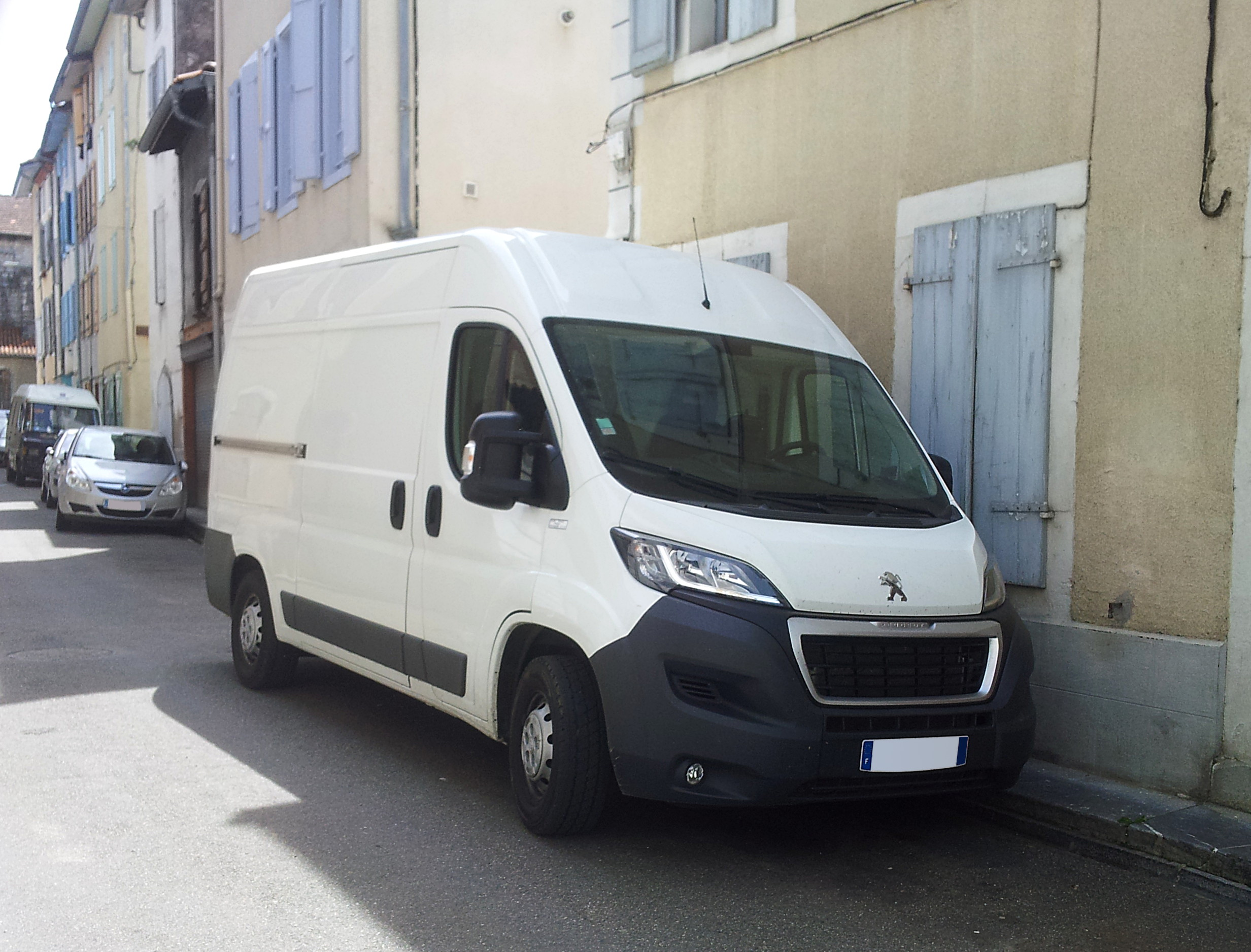